# 레룸시

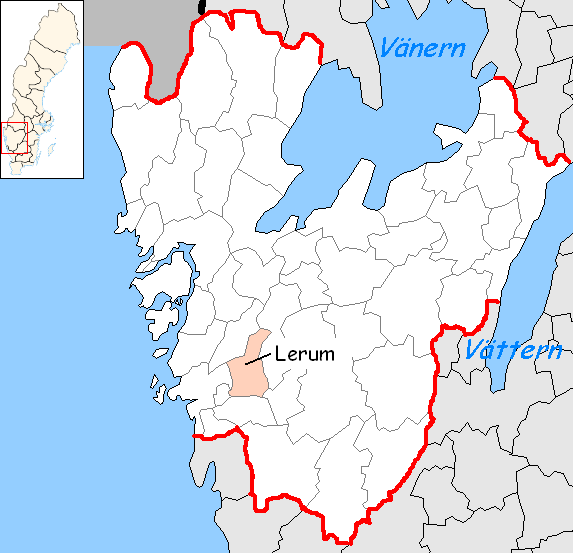
레룸 시의 위치

레룸시(스웨덴어: Lerums kommun)는 스웨덴 베스트라예탈란드주에 위치한 지방 자치체로 행정 중심지는 레룸이며 면적은 308.38km2, 인구는 40,692명(2016년 12월 31일 기준), 인구 밀도는 130명/km2이다.

시 문장